# Nyelvatlaszok Erdélyben
Nyelvatlasz célja egyidejű felmérés alapján bemutatni egy nagyobb nyelvterületen a nyelvjárási szempontból eltérő lényegesebb jelenségek megoszlását elsősorban a szókincs, de a hangtan, a szóragozás és szóképzés, sőt a mondatszerkesztés terén is, hogy a megoszlásból nyelvjárástani, nyelvtörténeti és általános nyelvészeti következtetéseket lehessen levonni.

## Romániai magyar nyelvatlaszok
A külföldi, elsősorban francia és olasz nyelvatlasz-munkálatokhoz viszonyítva a magyar nyelvatlasz gondolata későn, csak 1929-ben bukkant fel, s az 1930-as évek végére kezdett konkrét tervvé válni. Közben a román nyelvatlasz, az Atlasul lingvistic român (Kolozsvár, I. 1938; II. 1940) keretében megjelent az első magyar nyelvatlasszerű közlés. A román nyelvatlasz ugyanis magyar adatokat is tartalmaz. A Sever Pop gyűjtötte I. kötetben Homoródalmás és Parajd, az Emil Petrovici gyűjtötte II. kötetben Kovászna, Gyimesfelsőlok és Magyarbikal kutatópontként szerepel. Ezek ugyan nem adhatnak képet az erdélyi magyar nyelvjárások megoszlásáról, mégis becses adatokat szolgáltatnak. Meglepő azonban, hogy bár a román nyelvatlasszal a magyar nyelvészeti irodalom ismételten foglalkozott, a magyar dialektológia az atlasz magyar adatait máig sem aknázta ki.
Egy 1941 végén összehívott népnyelvkutató értekezlet – melyen az ETI Magyar Nyelvtudományi Osztályának képviseletében Szabó T. Attila vett részt – elhatározta a magyar nyelvatlasz munkálatainak megindítását. Úgy vélték, hogy a tervbe vett egyetemes magyar nyelvatlaszt a táji nyelvatlaszok sorának kell megelőznie, hogy ezek kisebb nyelvi anyagon és szűkebb területen, de abszolút sűrűségű, minden településre kiterjedő kutatópont-hálózatban tárják fel a nyelvi valóságot, a nyelvi jelenségek harcát a maguk finomabb szövevényességében, szociológiai összefüggésében. Erdélyben meg is indult a táji nyelvatlaszgyűjtés Szabó T. Attila vezetésével és Gálffy Mózes, Márton Gyula közreműködésével Kolozsvár körzetében: Kalotaszegen és a Mezőség nyugati peremén. A 2200 kérdést felölelő kérdőfüzettel és 60 településen végzett gyűjtés anyagából 25 térképlapot tettek közzé 1944-ben. Bárczi Géza nyelvész szavaival élve "ez az első önálló magyar nyelvatlasz-publikáció". A gyűjtött anyag egésze azonban nem került kiadásra.
A II. világháborút követő években élre került a romániai magyar nyelvjárások nyelvföldrajzi felvételezése: a táji nyelvatlaszok, majd az erdélyi általános nagy-atlasz összeállítása. A terepmunka 1949-ben a csángók között indult meg, s 1962-ig folyt, az 1372 címszót tartalmazó kérdőfüzettel. Célja volt minden olyan moldvai település felkeresése, ahol csángók laknak. A gyűjtők – a falvak egy részében csökkentett, csupán 500 kérdést tartalmazó füzettel – 92 települést jártak be, s az összegyűjtött anyagból 900 térképlap megjelentetését irányozták elő. A többszöri ellenőrző kiszállások eredményeként kiderült, hogy a felkeresett falvak egy részében a csángó-magyar nyelvjárást mindössze néhány személy beszéli, meglehetősen fogyatékosan. Ezek s az utóbbi években kirajzott fióktelepülések elhagyásával a szerkesztők végül is úgy döntöttek, hogy csupán 43 falu kerüljön rá a térképlapokra. 1969-ben kiadásra készen állott a teljes anyag, de a kiadott mutatványlapok után a legfelső pártszervek beavatkozására A moldvai csángó nyelvjárás atlasza két kötetének megjelentetését letiltották, s a mű csak 1991-ben kerülhetett kiadásra Budapesten. Az atlasz szerkesztői: Gálffy Mózes, Márton Gyula, Szabó T. Attila. A kiadás előkészítői: Murádin László és Péntek János; az anyagot gyűjtötte Balogh Dezső, Bura László, Gálffy Mózes, Gazda Ferenc, Márton Gyula, Murádin László, Nagy Jenő, Szabó T. Attila, Teiszler Pál és Vámszer Márta. A térképlapokat Jakab Ilona készítette.
1954 nyarán Gálffy Mózes és Márton Gyula megkezdte a székely nyelvjárási atlasz anyagának gyűjtését is. A gyűjtés tizennégy évet vett igénybe, a 724 nyelvi adatot tartalmazó kérdőfüzetet a gyűjtők 310 székely településen töltötték ki. A nyelvjárási anyagból három táji nyelvatlaszt szerkesztettek: Csík és Gyergyó, Háromszék és Udvarhelyszék tájnyelvi atlaszát. Bár a térképlapok is elkészültek, a részatlaszok máig sem kerültek kiadásra, mindössze mutatványlapok megjelentetésére került sor.
Az aranyosszéki nyelvjárás atlaszának anyagát Murádin László 1956 és 1958 között gyűjtötte össze. A 878 címszót tartalmazó kérdőfüzetet Aranyosszéken és a környező településeken összesen 32 kutatóponton állította ki. Ez a táji nyelvatlasz sem került kiadásra, de a gyűjtés történetéről és módszeréről a közzétett mutatványból lehet tájékozódni.
A tájnyelvi atlaszvállalkozások sorát Teiszler Pál a szamosháti, valamint a Nagykároly környéki elmagyarosodott sváb települések táji nyelvatlaszával folytatta. Kutatópontjainak száma a Szamosháton 50, a helyszíni gyűjtés befejezésére 1969 nyarán került sor. Időközben Balogh Dezső és Teiszler Pál a székely táji nyelvatlasz folytatásaként elkezdte a Felső-Maros és a Nyárád mente nyelvföldrajzi felmérését is. Anyagukból csak mutatványlapok jelentek meg. A barcasági Hétfaluban és a Bánságban Vöő István végzett nyelvföldrajzi gyűjtőmunkát. Eredményeit Hétfalu tájnyelvi atlasza címmel ki is adta litografált formában a kolozsvári egyetem (1971), a 70 kutatóközpontot felölelő bánsági anyag azonban kiadatlan maradt. A táji nyelvatlaszok sorát Márton Gyula szilágysági gyűjtése zárta. Kérdőfüzete 900 címszót tartalmaz, ezeket 67 településen kérdezte ki. Adatanyaga alkalmas a szilágysági nyelvjárás alegységeinek elhatárolására, bár csupán 25 térképlap adatai kerültek közlésre.
A külön táji nyelvatlaszgyűjtések eredeti célja az volt, hogy valamennyi magyarlakta romániai település nyelvföldrajzi anyagát egybefoglalja. A méretben nagyarányú elképzelés a kiadási lehetőségek kilátástalansága s Márton Gyula 1976-ban bekövetkezett halála miatt kifulladt. A kolozsvári magyar nyelvészeti tanszék kutatói huszonöt évig tartó gyűjtőmunkájuk során (1949-75) tizenkét táji nyelvatlasz anyagát szerezték be 827 településről. Nem sikerült – Lakó Elemér és Murádin László 14 Küküllő menti gyűjtésén túl – a mezőségi és a bihari nyelvjárásterület valamennyi településének felmérésével az eredeti elképzelést teljesíteni.
Míg a kolozsvári egyetem magyar nyelvészeti tanszéke a sűrűbb hálózatú táji nyelvatlaszok szerkesztésére törekedett, a Kolozsvári Nyelvtudományi Intézet az általános nyelvatlasz összeállítását tűzte ki célul. Gazda Ferenc és Nagy Jenő kényszerű kiválása után ennek gyűjtését 1958 és 1967 közt 136 településen Murádin László végezte. A kutatópont-hálózat ebben a műveletben felölelte valamennyi romániai magyar nyelvjárási alakulatot. A csángó nyelvjárást 4, a székely nyelvjárástípust 51 kutatópont képviselte, beleértve a nyelvjárássziget Oltszakadátot és Déva mellett a csernakeresztúri – Bukovinából áttelepített – székelyek nyelvjárását is; 41 kutatópont a mezőségi nyelvjárástípust ölelte fel, beleértve az ugyancsak nyelvjárássziget Lozsádot, a fekete-körös-völgyi Tárkányt és a Lápos vidéki Domokost. A Kolozsvártól nyugatra eső, a tiszai és az alföldi nyelvjárástípusokhoz tartozó települések közül Kalotaszegnek 6, a Szilágyságnak 8, a Szamoshát és az Érmellék körzetének 6, Kővárvidékének 3, Biharnak 8, a Bánságnak 6, Máramarosnak 2 kutatópont jutott. A Murádin László szerkesztette általános nagy-atlasz I. kötete A romániai magyar nyelvjárások atlasza címmel 1995-ben, a II. kötet 1996-ban, a III. kötet 1997-ben, a IV. kötet 1998-ban, az V. kötet 1999-ben, a VI. kötet 2001-ben a Magyar Nyelvtudományi Társaság és a Pharmapress Kiadó gondozásában Budapesten jelent meg.
Az általános nyelatlasz, valamint a vele egybehangolt táji nyelvatlaszok sorozata olyan teljesítmény, mely megérdemelné, hogy teljes egészében a nyelvészek rendelkezésére álljon. Ez nemcsak a romániai magyar nyelvjárások rendszerének tüzetes megismerését tenné lehetővé, hanem a rokon-tudományoknak, főleg a településtörténetnek is fontos forrásává válnék.